# 임시정부 육군무관학교
임시정부 육군무관학교는 1920년 대한민국 임시정부에서 상하이에 설치한 군사 간부 양성학교이다.
1920년 5월 8일 제1회, 1920년 12월 4일 제2회 졸업생을 배출하였으나 재정 문제로 길게 유지되지 못하였다.